# زبان‌های ژرمنی
زبان‌های ژرمنی شاخه‌ای از خانواده زبان‌های هندواروپایی هستند.
که از آلمانی،انگلیسی،هلندی،دانمارکی،نروژی،سوئدی،ایسلندی و... تشکیل شده اند.
این زبان ها در جمعیتی به شمار ۵۱۵ میلیون نفر گویشور بومی در اروپا، آمریکای شمالی، اقیانوسیه و جنوب آفریقا گفتگو می‌شوند. انگلیسی، با حدود ۲ میلیارد نفر گویشور، پرگویشورترین زبان ژرمنی در جهان است. تمام زبان‌های ژرمنی از نیاژرمنی ریشه گرفته‌اند که در عصر آهن در اسکاندیناوی صحبت می‌شد.
زبان‌های ژرمنی غربی شامل سه زبان پرکاربرد ژرمنی هستند: انگلیسی با حدود ۳۶۰–۴۰۰ میلیون گویشور بومی، آلمانی با بیش از ۱۰۰ میلیون گویشور بومی و هلندی با ۲۴ میلیون گویشور بومی. زبان‌های دیگر ژرمنی غربی شامل آفریکانس، شاخه‌ای از هلندی، با بیش از ۷٫۱ میلیون گویشور بومی؛ آلمانی سفلی با حدود ۰٫۳ میلیون گویشور بومی و احتمالاً ۶٫۷–۱۰ میلیون گویشور کل (حداقل ۵ میلیون نفر در آلمان و ۱٫۷ میلیون در هلند)؛ ییدیش که پیش از جنگ جهانی دوم توسط تقریباً ۱۳ میلیون یهودی در اروپا استفاده می‌شد و اکنون دارای تقریباً ۱٫۵ میلیون گویشور بومی است؛ اسکاتس، با ۱٫۵ میلیون گویشور بومی؛ گونه‌های لیمبورخی با تقریباً ۱٫۳ میلیون گویشور در مرزهای هلند - بلژیک - آلمان و زبان‌های فریسی با بیش از ۰٫۵ میلیون گویشور بومی در هلند و آلمان هستند.
بزرگترین زبان‌های ژرمنی شمالی سوئدی، دانمارکی و نروژی هستند که تا حدی برای یکدیگر قابل درک و در مجموع حدود ۲۰ میلیون گویشور بومی در کشورهای شمال اروپا و پنج میلیون گویشور زبان دوم دارند. از زمان قرون وسطی، این زبان‌ها به شدت تحت تأثیر زبان آلمانی پایین میانه از شاخه ژرمنی غربی قرار گرفتند و واژگان این زبان حدود ۳۰–۶۰٪ از واژگان آن‌ها را با توجه به برآوردهای مختلف تشکیل می‌دهد. دیگر زبان‌های ژرمنی شمالی فارویی و ایسلندی هستند، که محافظه کارتر از سایرین بوده، هیچ تأثیر قابل توجهی از آلمان پایین نپذیرفته‌اند و دارای دستور زبان پیچیده‌تر و فهم متقابل کمتر نسبت به سایر زبان‌ها هستند.
شاخه ژرمنی شرقی شامل گوتی، بورگوندی و وندالی بود که اکنون همه آن‌ها منقرض شده‌اند. واپسین زبان آن گوتی کریمه‌ای بود که تا اواخر قرن هجدهم در برخی از مناطق منزوی کریمه صحبت می‌شد.
اتنولوگ ۴۸ زبان مختلف ژرمنی زنده را فهرست کرده‌است که ۴۱ مورد از آن‌ها به شاخه غربی و شش زبان دیگر به شاخه شمالی تعلق دارند. شمار کل زبان‌های ژرمنی در طول تاریخ ناشناخته است زیرا برخی از آن‌ها، به ویژه زبان‌های ژرمنی شرقی، در طی یا پس از دوره مهاجرت‌ها ناپدید شده‌اند. برخی از زبان‌های ژرمنی غربی همانند لومباردی نیز نتوانستند دوره مهاجرت‌ها را پشت سر بگذارند. در نتیجه جنگ جهانی دوم و پس از آن اخراج گسترده آلمانی‌ها، زبان آلمانی بسیاری از مناطق خود را از دست داد و همچنین چندین گویش آن در معرض نابودی و انقراض قرار گرفتند. در قرن بیست و یکم، به دلیل برتری یافتن آلمانی معیار، گویش‌های آن در حال نابودی هستند.
نیای مشترک همه زبانهای این شاخه نیاژرمنی یا ژرمنی مشترک نامیده می‌شود که در اواسط هزاره نخست پیش از میلاد در عصر آهن در اسکاندیناوی صحبت می‌شد. نیاژرمنی، همراه با همه نوادگانش، دارای تعدادی ویژگی زبانی منحصر به فرد است که معروف‌ترین آن‌ها تغییر همخوانی معروف به «قانون گریم» است. گونه‌های نخستین ژرمنیک زمانی وارد تاریخ شدند که قبایل ژرمنی در قرن ۲ پیش از میلاد از اسکاندیناوی به سمت جنوب حرکت کردند و در شمال آلمان امروزی و جنوب دانمارک مستقر شدند.

## تاریخ

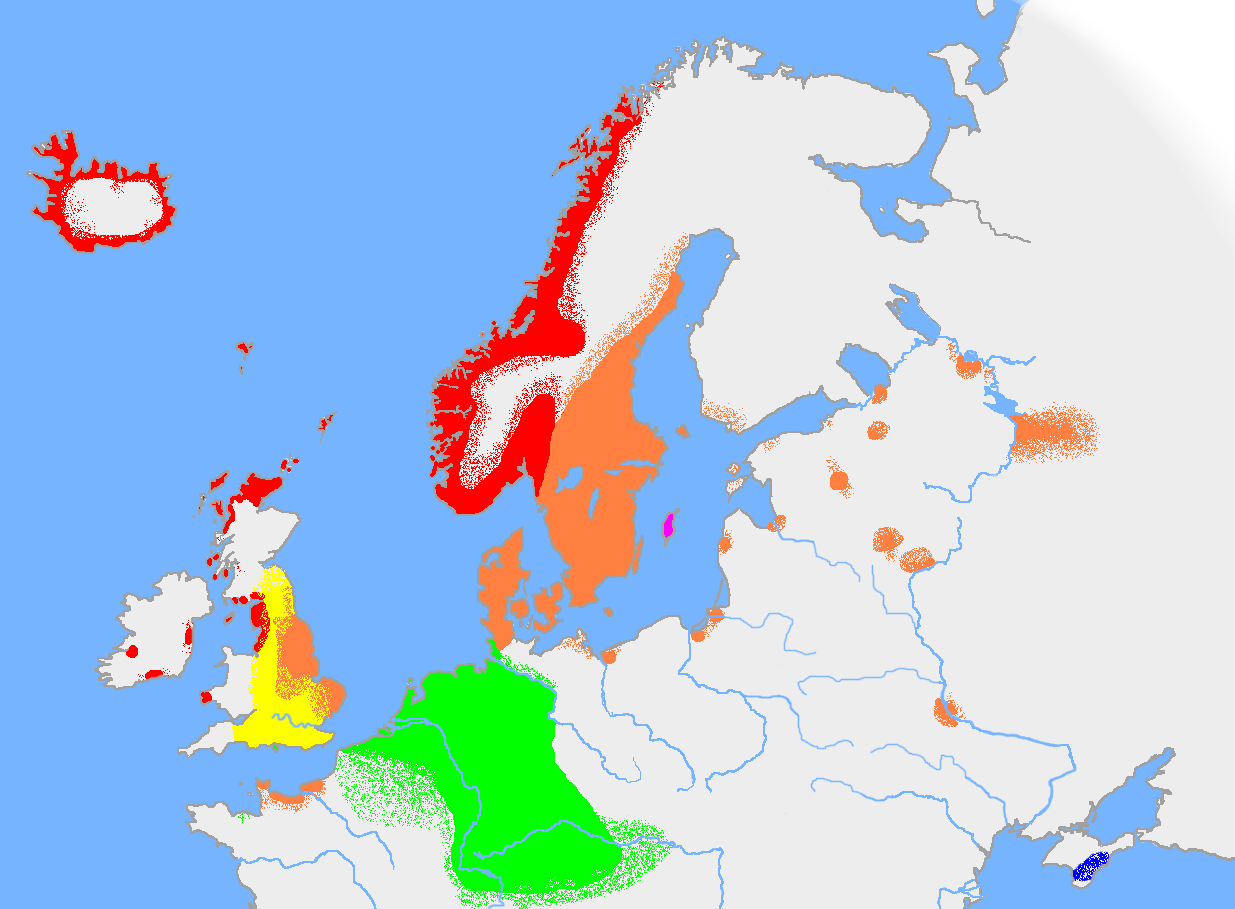
پراکندگی زبان‌های ژرمنی در اوایل سده دهم میلادی:

تصور می‌شود که همه زبان‌های ژرمنی از زبان فرضی نیاژرمنی منشعب شده‌اند، که با اتکا به تغییرات صدای قانون گریم و قانون ورنر متحد شده‌اند. این‌ها احتمالاً در عصر آهن پیش از روم در شمال اروپا از حدود سال ۵۰۰ پیش از میلاد رخ داده‌است. نیاژرمنی خود به احتمال زیاد پس از سال ۵۰۰ سال پیش از میلاد گفتگو می‌شده‌است  و نیانورس سده ۲ میلادی و پس از آن به بازسازی نیاژرمنی بسیار نزدیک است.
گونه‌های ژرمنی از زمان نخستین بررسی‌ها به سه گروه غربی، شرقی و شمالی تقسیم می‌شدند. تعیین دقیق رابطه آن‌ها از بین شواهد بر جای مانده در کتیبه‌های کمیاب رونی دشوار است.
گروه غربی احتمالاً در اواخر فرهنگ جاستورف شکل گرفته‌است و گروه شرقی نیز از گونه‌های گوتلاندی سده یکم مشتق شده و جنوب سوئد را به عنوان محل اصلی گروه شمالی ترک کرده‌است.
تقریباً در قرن دهم، گونه‌های ژرمنی به اندازه‌ای از هم جدا شدند که درک متقابل میان آن‌ها دشوار بود. تماس زبانی وایکینگ‌های دانلاو با آنگلوساکسون‌ها ردپایی را در زبان انگلیسی به جا گذاشته و گمان می‌رود روند جابه‌جایی انگلیسی باستان را با انگلیسی میانه در سده ۱۲ تسهیل کرده‌است.
زبان‌های ژرمنی شرقی از اواخر دوره مهاجرت به حاشیه رانده شدند. بورگوندی‌ها، گوت‌ها و وندال‌ها از نظر زبانی توسط همسایگان خود تقریباً در سده هفتم جذب شدند، و فقط گوتی کریمه‌ای تا قرن ۱۸ زنده ماند.
در اوایل قرون وسطی، زبان‌های آلمانی غربی با توسعه جزیره‌ای انگلیسی میانه از یک سو و با تغییر همخوان‌های آلمانی علیا در قاره از سوی دیگرهمراه بودند. در اوایل دوران نوین، دامنه اختلافات میان زبان‌های ژرمنی بسیار گسترده‌تر شده و گونه‌های مختلف آن به سختی برای یکدیگر قابل درک بودند.
از طرف دیگر، زبان‌های ژرمنی شمالی تا حدود ۱۰۰۰ سال پس از میلاد یکپارچه باقی مانده‌اند و در واقع زبان‌های اصلی اسکاندیناوی امروزه نیز همچنان دارای درک متقابل هستند. شکاف اصلی در این زبان‌ها بین زبان‌های سرزمین اصلی و زبان‌های جزیره‌ای در غرب به ویژه ایسلندی است که دستور زبان نورس باستان را تقریباً بدون تغییر حفظ کرده‌است، در حالی که زبان‌های سرزمین اصلی نسبت به آن بسیار متفاوت شده‌اند.

## دسته‌بندی

### در طول تاریخ
جدول زیر توالی مراحل تاریخی مهم هر زبان (به صورت افقی) و گروه‌بندی تقریبی آن‌ها را در زیرگروه‌ها (به صورت عمودی) نشان می‌دهد.
| عصر آهن پیشارومی ۵۰۰ – ۱۰۰ ق. م | عصر آهن پیشارومی ۵۰۰ – ۱۰۰ ق. م | عصر آهن رومی پیشین ۱۰۰ ق. م– ۱۰۰ م. | عصر آهن رومی پسین ۱۰۰ – ۳۰۰            | دوره مهاجرت‌ها ۳۰۰ – ۶۰۰                | قرون وسطای آغازین ۶۰۰ – ۱۱۰۰       | قرون وسطای میانه ۱۱۰۰ – ۱۳۵۰ | قرون وسطای متأخر۲ ۱۳۵۰ – ۱۵۰۰ | دوران مدرن نخستین ۱۵۰۰ – ۱۷۰۰ | دوران نوین امروزی ۱۷۰۰ تاکنون |         |
| نیاژرمنی                        | ژرمنی غربی                      | ایرمینونی (ژرمنی البه)              | آلمانی بالای نخستین                    | آلمانی بالای نخستین                    | بالای باستان، لومباردی۱            | آلمانی بالای میانه           | آلمانی بالای نو پیشین         | آلمانی بالای نو پیشین         | گونه‌های آلمانی بالا           |         |
| نیاژرمنی                        | ژرمنی غربی                      | ایرمینونی (ژرمنی البه)              | آلمانی بالای نخستین                    | آلمانی بالای نخستین                    | بالای باستان، لومباردی۱            | آلمانی بالای میانه           | آلمانی بالای نو پیشین         | آلمانی بالای نو پیشین         | آلمانی معیار                  |         |
| نیاژرمنی                        | ژرمنی غربی                      | ایستوائیونی (ژرمنی وزر-راین)        | فرانکی نخستین                          | فرانکی باستان                          | آلمانی بالای باستان                | آلمانی مرکزی میانه           | آلمانی مرکزی نو پیشین         | آلمانی مرکزی نو پیشین         |                               |         |
| نیاژرمنی                        | ژرمنی غربی                      | ایستوائیونی (ژرمنی وزر-راین)        | فرانکی نخستین                          | فرانکی باستان                          | آلمانی بالای باستان                | آلمانی مرکزی میانه           | آلمانی مرکزی نو پیشین         | آلمانی مرکزی نو پیشین         | گونه‌های آلمانی مرکزی          |         |
| نیاژرمنی                        | ژرمنی غربی                      | ایستوائیونی (ژرمنی وزر-راین)        | فرانکی نخستین                          | فرانکی باستان                          | آلمانی بالای باستان                | آلمانی مرکزی میانه           | ییدیش                         |                               |                               |         |
| نیاژرمنی                        | ژرمنی غربی                      | ایستوائیونی (ژرمنی وزر-راین)        | فرانکی نخستین                          | فرانکی باستان                          | فرانکی پایین باستان (هلندی باستان) | لیمبورخی پیشین هلندی میانه   | لیمبورخی پسین هلندی میانه     | لیمبورخی پیشین                | لیمبورخی                      |         |
| نیاژرمنی                        | ژرمنی غربی                      | ایستوائیونی (ژرمنی وزر-راین)        | فرانکی نخستین                          | فرانکی باستان                          | فرانکی پایین باستان (هلندی باستان) | هلندی میانه پیشین            | هلندی میانه پسین              | هلندی نوین پیشین              | گونه‌های هلندی                 |         |
| نیاژرمنی                        | ژرمنی غربی                      | ایستوائیونی (ژرمنی وزر-راین)        | فرانکی نخستین                          | فرانکی باستان                          | فرانکی پایین باستان (هلندی باستان) | هلندی میانه پیشین            | هلندی میانه پسین              | هلندی نوین پیشین              | آفریکانس                      |         |
| نیاژرمنی                        | ژرمنی غربی                      | اینگوائیونی (ژرمنی دریای شمال)      | ساکسونی نخستین (اینگوائیونی جنوب شرقی) | ساکسونی نخستین (اینگوائیونی جنوب شرقی) | ساکسونی باستان                     | آلمانی پایین میانه           | آلمانی پایین میانه            | آلمانی پایین میانه            | گونه‌های آلمانی پایین          |         |
| نیاژرمنی                        | ژرمنی غربی                      | اینگوائیونی (ژرمنی دریای شمال)      | آنگلو-فریسی (اینگوائیونی شمال غربی)    | فریسی نخستین                           | فریسی باستان                       | فریسی باستان                 | فریسی باستان                  | فریسی میانه                   | گونه‌های فریسی                 |         |
| نیاژرمنی                        | ژرمنی غربی                      | اینگوائیونی (ژرمنی دریای شمال)      | آنگلو-فریسی (اینگوائیونی شمال غربی)    | آنگلی نخستین                           | انگلیسی باستان (آنگلوساکسون)       | انگلیسی میانه پیشین          | انگلیسی میانه پسین            | انگلیسی نو نخستین             | گونه‌های انگلیسی               |         |
| نیاژرمنی                        | ژرمنی غربی                      | اینگوائیونی (ژرمنی دریای شمال)      | آنگلو-فریسی (اینگوائیونی شمال غربی)    | آنگلی نخستین                           | انگلیسی باستان (آنگلوساکسون)       | انگلیسی میانه پیشین          | اسکاتس نخستین۳                | اسکاتس میانه                  | گونه‌های اسکاتس                |         |
| نیاژرمنی                        | ژرمنی شمالی                     | ژرمنی شمالی                         | نیانورس                                | نیانورس                                | نورس باستان رونی                   | ایسلندی باستان               | ایسلندی باستان پسین           | ایسلندی                       | ایسلندی                       |         |
| نیاژرمنی                        | ژرمنی شمالی                     | ژرمنی شمالی                         | نیانورس                                | نیانورس                                | نورس باستان رونی                   | نروژی باستان                 | فارویی باستان                 | فارویی                        | فارویی                        |         |
| نیاژرمنی                        | ژرمنی شمالی                     | ژرمنی شمالی                         | نیانورس                                | نیانورس                                | نورس باستان رونی                   | نروژی باستان                 | نورن باستان                   | نورن                          | منقرض۴                        |         |
| نیاژرمنی                        | ژرمنی شمالی                     | ژرمنی شمالی                         | نیانورس                                | نیانورس                                | نورس باستان رونی                   | نروژی باستان                 | نروژی میانه                   | نروژی                         | نروژی                         |         |
| نیاژرمنی                        | ژرمنی شمالی                     | ژرمنی شمالی                         | نیانورس                                | نیانورس                                | نورس باستان رونی                   | دانمارکی باستان پیشین        | دانمارکی باستان پسین          | دانمارکی                      | دانمارکی                      |         |
| نیاژرمنی                        | ژرمنی شمالی                     | ژرمنی شمالی                         | نیانورس                                | نیانورس                                | نورس باستان رونی                   | سوئدی باستان پیشین           | سوئدی باستان پیشین            | سوئدی                         | سوئدی                         |         |
| نیاژرمنی                        | ژرمنی شمالی                     | ژرمنی شمالی                         | نیانورس                                | نیانورس                                | نورس باستان رونی                   | سوئدی باستان پیشین           | سوئدی باستان پیشین            | گویش‌های دالکارلی              |                               |         |
| نیاژرمنی                        | ژرمنی شمالی                     | ژرمنی شمالی                         | نیانورس                                | نیانورس                                | نورس باستان رونی                   | گوتنیش باستان رونی           | گوتنیش باستان پیشین           | گوتنیش باستان پسین            | گوتنیش۵                       | گوتنیش۵ |
| نیاژرمنی                        | ژرمنی شرقی                      | ژرمنی شرقی                          | ژرمنی شرقی                             | گوتی                                   | گوتی                               | (گویش‌های گوتی تاییدنشده)     | (گویش‌های گوتی تاییدنشده)      | گوتی کریمه‌ای                  | منقرض                         |         |
| نیاژرمنی                        | ژرمنی شرقی                      | ژرمنی شرقی                          | ژرمنی شرقی                             | وندالی                                 | منقرض                              | منقرض                        | منقرض                         | منقرض                         | منقرض                         |         |
| نیاژرمنی                        | ژرمنی شرقی                      | ژرمنی شرقی                          | ژرمنی شرقی                             | بورگوندی                               | منقرض                              | منقرض                        | منقرض                         | منقرض                         | منقرض                         |         |

- ^  در دسته‌بندی زبان لومباردی اختلافاتی وجود دارد. گروهی آن را به ساکسونی باستان نزدیک می‌دانند.
- ^  قرون وسطی پسین به دوره پس از مرگ سیاه اشاره دارد. این رخداد به ویژه در مورد وضعیت زبان در نروژ نروژ مهم است.
- ^  از انگلیسی میانه شمالی نخستین.[۱۲]
- ^  گویشوران زبان نورن آغاز به گفتگو به گونه‌های اسکاتس میانه (اسکاتس جزیره‌ای) کردند.
- ^  گوتنیش نوین (Gutamål)، نواده مستقیم گوتنیش باستان (Gutniska)، توسط گویش/لهجه گوتلاندی سوئدی معیار به حاشیه رانده شده‌است (Gotländska).

### امروزی

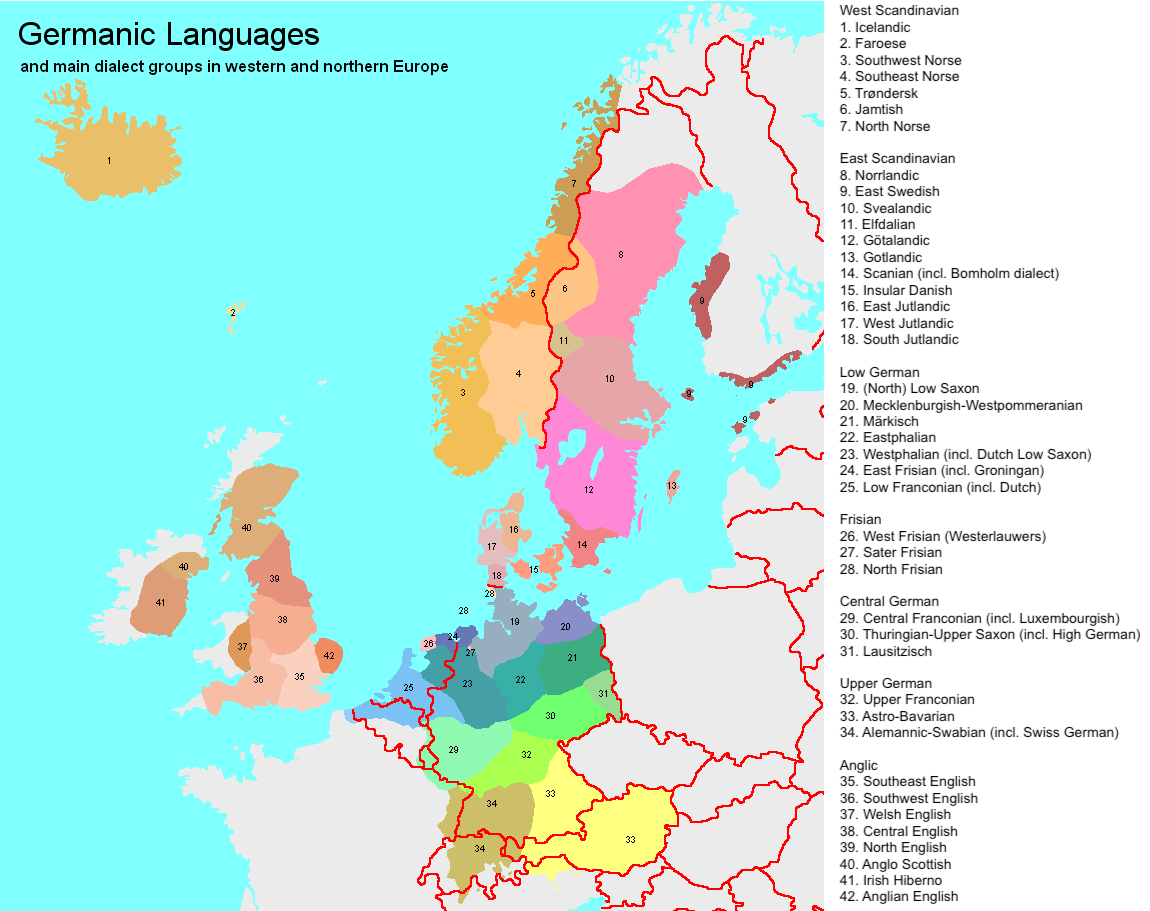
زبان‌های ژرمنی و گروه‌های اصلی گویشی

همه زبان‌های ژرمنی زنده به شاخه غربی یا شمالی تعلق دارند. گروه ژرمنی غربی بزرگ‌تر است و به دو شاخه آنگلو-فریسی و ژرمنی غربی قاره‌ای تقسیم می‌شود. آنگلو-فریسی شامل انگلیسی و تمام گونه‌های آن است، در حالی که شاخه قاره‌ای شامل آلمانی (معیار و گویش‌هایش)، و همچنین هلندی (معیار و گویش‌هایش) است.
دسته‌بندی نوین این زبان‌ها به این شکل است:

#### ژرمنی غربی
- زبان‌های آلمانی علیا (شامل آلمانی معیار و گویش‌های آن)
  - آلمانی بالا
    - آلمانیش
    - آلمانی اتریشی-باواریایی
      - زبان مچنو
      - زبان کیمبریایی
      - آلمانی هوتریت

  - ویلامووی
  - هونسریک
  - ییدیش
  - فرانکونیایی بالا
  - آلمانی مرکزی
    - آلمان مرکزی شرقی
    - آلمان مرکزی غربی
      - لوکزامبورگی
      - آلمانی پنسیلوانیا
- آلمانی سفلی
  - آلمانی سفلای غربی
  - آلمانی سفلای شرقی
  - پلات‌دیچ
- فرانکی سفلی
  - هلندی و گویش‌های آن
  - آفریکانس (یک زبان معیار جداگانه)
  - لیمبورخی
- آنگلو-فریسی
  - آنگلی (یا انگلیسی)
    - انگلیسی و گویش‌های آن
    - اسکاتس در اسکاتلند و اولستر

  - فریسی
    - فریسی غربی
    - فریسی شرقی
      - فریسی ساترلند

    - فریسی شمالی

#### ژرمنی شمالی
- اسکاندیناوی غربی
  - نروژی (از شاخه غربی، اما به شدت تحت تأثیر شاخه شرقی)
  - ایسلندی
  - فارویی
  - الفدالی
- اسکاندیناوی شرقی
  - دانمارکی
  - سوئدی
    - گویش‌های دالکارلی
- گوتنیش

## وضعیت نوین

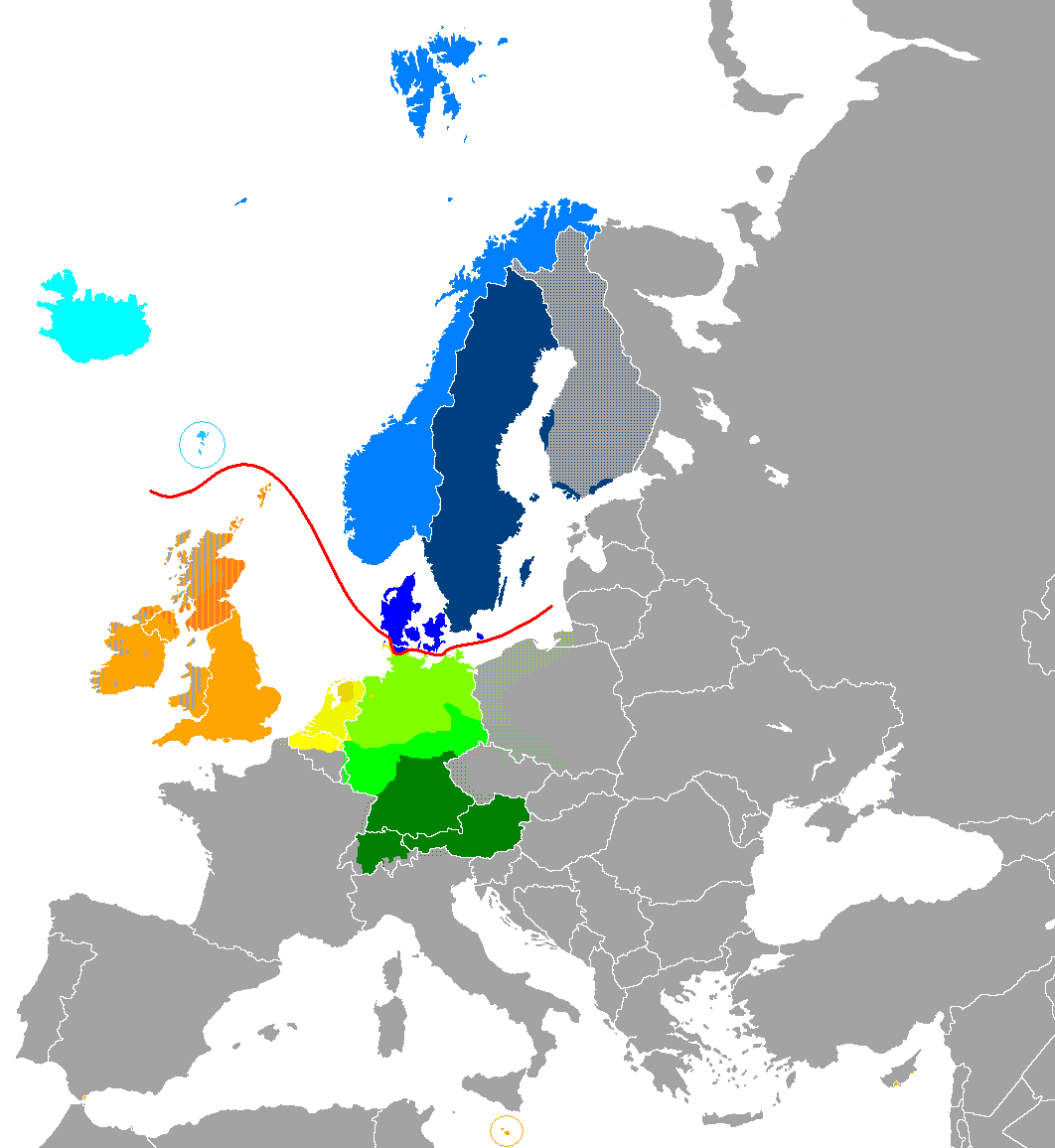
پراکندگی کنونی زبان‌های ژرمنی در اروپا:
زبان‌های ژرمنی شمالی
زبان‌های ژرمنی غربی
نقطه‌ها مناطق چندزبانه را نشان می‌دهند

### زبان‌های ژرمنی غربی
انگلیسی زبان رسمی بلیز، کانادا، نیجریه، جزایر فالکلند، مالت، نیوزیلند، ایرلند، آفریقای جنوبی، فیلیپین، جامائیکا، دومنیکا، گویان، ترینیداد و توباگو، ساموآ آمریکا، پالائو، سنت لوسیا، گرنادا، باربادوس، سنت وینسنت و گرنادین‌ها، پورتوریکو، گوام، هنگ کنگ، سنگاپور، پاکستان، هند، پاپوآ گینه نو، نامیبیا، وانواتو، جزایر سلیمان و مستعمرات سابق انگلیس در آسیا، آفریقا و اقیانوسیه است. این زبان همچنین به صورت دفاکتو در بریتانیا، ایالات متحده و استرالیا رسمی و همچنین یک زبان اقلیت به رسمیت شناخته‌شده در نیکاراگوئه و مالزی است. گویشوران انگلیسی آمریکایی بیشینه گویشوران بومی ژرمنی و بیشتر گویشوران شاخه غربی آن را تشکیل می‌دهند.
آلمانی زبان اتریش، بلژیک، آلمان، لیختن اشتاین، لوکزامبورگ و سوئیس است و در ایتالیا، لهستان، نامیبیا و دانمارک دارای وضعیت منطقه‌ای است. زبان آلمانی همچنین به عنوان یک زبان اقلیت توسط جوامع مهاجر در آمریکای شمالی، آمریکای جنوبی، آمریکای مرکزی، مکزیک و استرالیا صحبت می‌شود. یک گویش آلمانی به نام آلمانی پنسیلوانیا، در زندگی روزمره هنوز در میان جمعیت‌های مختلف آلمانی در ایالت پنسیلوانیای آمریکا استفاده می‌شود.
هلندی زبان رسمی آروبا، بلژیک، کوراسائو، هلند، سینت مارتن و سورینام است. هلند استعمارگر اندونزی نیز بوده‌است اما پس از استقلال آن وضعیت هلندی به عنوان زبان رسمی لغو شد و امروزه هلندی در آن کشور فقط توسط افراد کهنسال یا تحصیل‌کرده سنتی استفاده می‌شود. هلندی تا سال ۱۹۸۴ زبان رسمی در آفریقای جنوبی بود که در آن سال با آفریکانس، زبان دختر هلندی و تا حدی قابل فهم برای آن، جایگزین شد.
زبان آفریکانس یکی از ۱۱ زبان رسمی آفریقای جنوبی است و زبان میانجی نامیبیا نیز به‌شمار می‌رود. این زبان در سایر کشورهای آفریقای جنوبی نیز استفاده می‌شود.
آلمانی سفلی مجموعه‌ای از گویش‌های بسیار گوناگون است که در شمال شرقی هلند و شمال آلمان صحبت می‌شوند.
اسکاتس در مناطق غیرکوستانی اسکاتلند و مناطقی از اولستر (جایی که گویش محلی با نام اسکاتس اولستری شناخته می‌شود) صحبت می‌شود.
فریسی در میان نیم میلیون نفر فریسی در حاشیه جنوبی دریای شمال در هلند و آلمان گفتگو می‌شود.
لوکزامبورگی یک گویش فرانکونی موزلی است که عمدتاً در دوک‌نشین لوکزامبورگ تکلم می‌شود و زبان رسمی آن به‌شمار می‌رود. گونه‌های مشابه موزلی در بخش‌های کوچکی از بلژیک، فرانسه و آلمان صحبت می‌شوند.
ییدیش که زمانی زبان مادری حدود ۱۱ تا ۱۳ میلیون نفر بود، امروزه دارای حدود ۱٫۵ میلیون گویشور در جوامع یهودی در سراسر جهان، عمدتاً در آمریکای شمالی، اروپا، اسرائیل و دیگر مناطق با جمعیت یهودی است.
گونه‌های لیمبورگی در مناطق لیمبورگ و راینلند، در امتداد مرز هلند، بلژیک و آلمان، گفتگو می‌شوند.

### زبان‌های ژرمنی شمالی
سوئدی علاوه بر رسمی بودن در سوئد، توسط اقلیت سوئدی‌زبان فنلاند که بخش عمده‌ای از جمعیت ساحل غربی و جنوبی فنلاند را تشکیل می‌دهند، به صورت بومی گفتگو می‌شود. سوئدی همچنین به همراه فنلاندی یکی از دو زبان رسمی فنلاند و تنها زبان رسمی در جزایر الند است. برخی از افراد در استونی نیز به سوئدی گفتگو می‌کنند.
دانمارکی زبان رسمی دانمارک و جزایر فارو است و تا سال ۲۰۰۹ یکی از زبان‌های رسمی گرینلند بود که امروزه در آنجا به عنوان زبان میانجی و آموزشی به کار می‌رود. دانمارکی، زبان اقلیت به رسمیت شناخته شده و بومی ایالت شلسویگ-هولشتاین آلمان نیز هست.
نروژی زبان رسمی نروژ است. نروژی همچنین زبان رسمی در سرزمین‌های خارجی نروژ مانند سوالبار، یان ماین، جزیره بووه، سرزمین شهبانو ماود و جزیره پتر یکم است.
ایسلندی زبان رسمی ایسلند است.
فارویی زبان رسمی جزایر فارو است و همچنین توسط اقلیتی در دانمارک نیز گفتگو می‌شود.

### آمار
نسبت زبان‌های ژرمنی (زبان‌های ژرمنی غربی به رنگ زرد-قرمز و ژرمنی شمالی به رنگ‌های آبی هستند):
| زبان                                         | گویشوران بومی |
| -------------------------------------------- | ------------- |
| انگلیسی (English)                            | ۳۶۰–۴۰۰       |
| آلمانی (Deutsch)                             | ۱۰۰           |
| هلندی (Nederlands)                           | ۲۴            |
| سوئدی (Svenska)                              | ۱۱٫۱          |
| آفریکانس (Afrikaans)                         | ۷٫۱           |
| دانمارکی (Dansk)                             | ۵٫۵           |
| نروژی (Norsk)                                | ۵٫۳           |
| ییدیش (ייִדיש)                                | ۱٫۵           |
| اسکاتس (Scots)                               | ۱٫۵           |
| لیمبورخی (Lèmburgs)                          | ۱٫۳           |
| فریسی (Frysk/Noordfreesk/Seeltersk)          | ۰٫۵           |
| لوکزامبورگی (Lëtzebuergesch)                 | ۰٫۴           |
| آلمانی سفلی (Platt/Neddersassch/Leegsaksies) | ۰٫۳           |
| ایسلندی (Íslenska)                           | ۰٫۳           |
| فارویی (Føroyskt)                            | ۰٫۰۷          |
| سایر زبان‌های ژرمنی                           | ۰٫۰۱          |
| کل                                           | حدود ۵۱۵      |

## نوشتار

مرز زبانی ژرمنی-رومی: • اوایل قرون وسطی • اوایل قرن بیستم

نخستین شواهد در مورد زبان‌های ژرمنی نام‌هایی هستند که در سده یکم میلادی توسط تاسیتوس ثبت شده‌اند اما نخستین نوشته‌های ژرمنی مربوط به قرن دو پیش از میلاد هستند. 
تقریباً از سده ۲ میلادی، گروه‌های خاصی از گویشوران ژرمنی نخستین، شکل اولیه الفبای رونی را توسعه دادند. کتیبه‌های نخستین رونی نیز تا حد زیادی محدود به نام‌های شخصی بوده و تفسیر آن‌ها دشوار است. زبان گوتی برای نخستین بار در سده چهارم با الفبای گوتی ساخته شده توسط اسقف اولفیلاس برای ترجمه کتاب مقدس، نوشته شد. بعداً کشیش‌ها و راهبان مسیحی که علاوه بر گونه‌های ژرمنی بومی خود به زبان لاتین نیز تسلط داشتند، آغاز به نوشتن زبان‌های ژرمنی با حروف اصلاح‌شده لاتین کردند. با این حال، در طول دوره وایکینگ‌ها، الفبای رونی در اسکاندیناوی رایج باقی ماند.
علاوه بر خط معیار لاتین، بسیاری از زبان‌های ژرمنی از حرکت‌های مختلف و حروف اضافی استفاده می‌کنند، از جمله ß، Ĳ، Ø، Æ، Å، Ä، Ü، Ö، Ð، Ȝ، Þ و Ƿ.
ییدیش با استفاده از الفبای عبری تطبیقی نوشته می‌شود.

## مقایسه واژگان
جدول زیر برای مقایسه واژگان زبان‌های ژرمنی ارائه شده‌است. چندین اصطلاح در آن دارای تغییر معنایی هستند.
| انگلیسی                 | اسکاتس       | فریسی غربی       | آفریکانس     | هلندی                       | لیمبورخی                     | آلمانی سفلی                    | لوکزامبورگی            | آلمانی            | ییدیش                   | گوتی                         | ایسلندی                            | فارویی                    | سوئدی                     | دانمارکی                  | نروژی (بوکمل)             | نروژی (نینورسک)             |
| ----------------------- | ------------ | ---------------- | ------------ | --------------------------- | ---------------------------- | ------------------------------ | ---------------------- | ----------------- | ----------------------- | ---------------------------- | ---------------------------------- | ------------------------- | ------------------------- | ------------------------- | ------------------------- | --------------------------- |
| apple                   | aipple       | apel             | appel        | appel                       | appel                        | Appel                          | Apel                   | Apfel             | עפּל (epl)               | 𐌰𐍀𐌻𐌿𐍃 (aplus)                | epli                               | epli                      | äpple                     | æble                      | eple                      | eple                        |
| bear                    | beir         | bear             | beer         | beer                        | bear                         | Baar                           | Bier                   | Bär               | בער (ber)               | 𐌱𐌰𐌹𐍂𐌰 (Baira)                | björn                              | bjørn                     | björn                     | bjørn                     | bjørn                     | bjørn                       |
| beech                   | beech        | boeke            | beuk         | beuk                        | beuk                         | Böök                           | Bich                   | Buche             | ביטש (bitsh)            | 𐌱𐍉𐌺𐌰 (bōka), -𐌱𐌰𐌲𐌼𐍃 (-bagms) | beyki                              | bók (artræ)               | bok                       | bøg                       | bok                       | bok, bøk                    |
| blood                   | bluid        | bloed            | bloed        | bloed                       | blood                        | Blood, Bloot                   | Blutt                  | Blut              | בלוט (blut)             | 𐌱𐌻𐍉𐌸 (blōþ)                  | blóð                               | blóð                      | blod                      | blod                      | blod                      | blod                        |
| board                   | buird        | board            | bord         | boord                       | bórdj                        | Boord                          | Briet                  | Brett             | ברעט (bret)             | 𐌱𐌰𐌿𐍂𐌳 (baúrd)                | borð                               | borð                      | bord                      | bord                      | bord                      | bord                        |
| book                    | beuk         | boek             | boek         | boek                        | book                         | Book                           | Buch                   | Buch              | בוך (bukh)              | 𐌱𐍉𐌺𐌰 (bōka)                  | bók                                | bók                       | bok                       | bog                       | bok                       | bok                         |
| breast                  | breest       | boarst           | bors         | borst                       | boors                        | Bost                           | Broscht                | Brust             | ברוסט (brust)           | 𐌱𐍂𐌿𐍃𐍄𐍃 (brusts)              | brjóst                             | bróst, bringa             | bröst                     | bryst                     | bryst                     | bryst                       |
| brown                   | broon        | brún             | bruin        | bruin                       | bruun                        | broen                          | brong                  | braun             | ברוין (broyn)           | 𐌱𐍂𐌿𐌽𐍃 (bruns)                | brúnn                              | brúnur                    | brun                      | brun                      | brun                      | brun                        |
| church                  | kirk         | tsjerke          | kerk         | kerk                        | kèrk                         | Kark                           | Kierch                 | Kirche            | קירך (kirkh)            | –                            | kirkja                             | kirkja                    | kyrka                     | kirke                     | kirke                     | kyrkje                      |
| day                     | day          | dei              | dag          | dag                         | daag                         | Dag                            | Dag                    | Tag               | טאָג (tog)               | 𐌳𐌰𐌲𐍃 (dags)                  | dagur                              | dagur                     | dag                       | dag                       | dag                       | dag                         |
| daughter                | dochter      | dochter          | dogter       | dochter                     | dóchter                      | Dochter                        | Duechter               | Tochter           | טאָכטער (tokhter)        | 𐌳𐌰𐌿𐌷𐍄𐌰𐍂 (dauhtar)            | dóttir                             | dóttir                    | dotter                    | datter                    | datter                    | dotter                      |
| dead                    | deid         | dea              | dood         | dood                        | doed                         | doot                           | dout                   | tot               | טויט (toyt)             | 𐌳𐌰𐌿𐌸𐍃 (dauþs)                | dauður                             | deyður                    | död                       | død                       | død                       | daud                        |
| die, starve             | dee, stairve | stjerre          | sterf        | sterven                     | stèrve                       | staarven                       | stierwen               | sterben           | שטאַרבן (shtarbn)        | 𐌳𐌹𐍅𐌰𐌽 (diwan)                | deyja                              | doyggja                   | dö                        | dø                        | dø                        | døy, starva                 |
| devil                   | deevil, deil | duvel            | duiwel       | duivel                      | duvel                        | Düwel                          | Däiwel                 | Teufel            | טײַוול (tayvl)           | 𐌳𐌹𐌰𐌱𐌰𐌿𐌻𐌿𐍃 (diabaulus)        | djöfull                            | djevul                    | djävel, djävul            | djævel                    | djevel                    | djevel                      |
| eight                   | aicht        | acht             | agt          | acht                        | ach                          | acht                           | aacht                  | acht              | אַכט (akht)              | 𐌰𐌷𐍄𐌰𐌿 (ahtau)                | átta                               | átta                      | åtta                      | otte                      | åtte                      | åtte                        |
| enough                  | eneuch       | genôch           | genoeg       | genoeg                      | genóg                        | noog                           | genuch, genug          | genug             | גענוג (genug)           | 𐌲𐌰𐌽𐍉𐌷𐍃 (ganōhs)              | nóg                                | nóg, nógmikið             | nog                       | nok                       | nok                       | nok                         |
| finger                  | finger       | finger           | vinger       | vinger                      | veenger                      | Finger                         | Fanger                 | Finger            | פֿינגער (finger)         | 𐍆𐌹𐌲𐌲𐍂𐍃 (figgrs)              | fingur                             | fingur                    | finger                    | finger                    | finger                    | finger                      |
| five                    | five         | fiif             | vyf          | vijf                        | vief                         | fiev                           | fënnef                 | fünf              | פֿינף (finf)             | 𐍆𐌹𐌼𐍆 (fimf)                  | fimm                               | fimm                      | fem                       | fem                       | fem                       | fem                         |
| give                    | gie          | jaan             | gee          | geven                       | geve                         | geven                          | ginn                   | geben             | געבן (gebn)             | 𐌲𐌹𐌱𐌰𐌽 (giban)                | gefa                               | geva                      | ge, giva                  | give                      | gi                        | gje(va)                     |
| glass                   | gless        | glês             | glas         | glas                        | glaas                        | Glas                           | Glas                   | Glas              | גלאָז (gloz)             | —                            | glas                               | glas                      | glas                      | glas                      | glass                     | glas                        |
| gold                    | gowd, goold  | goud             | goud         | goud                        | goud, góldj                  | Gold, Guld                     | Gold                   | Gold              | גאָלד (gold)             | 𐌲𐌿𐌻𐌸 (gulþ)                  | gull                               | gull                      | guld, gull                | guld                      | gull                      | gull                        |
| good                    | guid         | goed             | goed         | goed                        | good                         | goot                           | gutt                   | gut               | גוט (gut)               | 𐌲𐍉𐌸(𐌹𐍃) (gōþ(is))            | góð(ur), gott                      | góð(ur), gott             | god                       | god                       | god                       | god                         |
| انگلیسی                 | اسکاتس       | فریسی غربی       | آفریکانس     | هلندی                       | لیمبورخی                     | آلمانی سفلی                    | لوکزامبورگی            | آلمانی            | ییدیش                   | گوتی                         | ایسلندی                            | فارویی                    | سوئدی                     | دانمارکی                  | نروژی (بوکمل)             | نروژی (نینورسک)             |
| hand                    | haund        | hân              | hand         | hand                        | hand                         | Hand                           | Hand                   | Hand              | האַנט (hant)             | 𐌷𐌰𐌽𐌳𐌿𐍃 (handus)              | hönd                               | hond                      | hand                      | hånd                      | hånd                      | hand                        |
| head                    | heid         | holle, haad      | hoof, kop    | hoofd, kop                  | kop                          | Hööft, Kopp                    | Kopp, Kapp             | Haupt, Kopf       | הויפט, קאָפּ (hoypt, kop) | 𐌷𐌰𐌿𐌱𐌹𐌸 (háubiþ)              | höfuð                              | høvd, høvur               | huvud                     | hoved                     | hode                      | hovud                       |
| high                    | heich        | heech            | hoog         | hoog                        | hoeg                         | hooch                          | héich                  | hoch              | הויך (hoykh)            | 𐌷𐌰𐌿𐌷 (háuh)                  | hár                                | høg, ur                   | hög                       | høj                       | høy, høg                  | høg                         |
| home                    | hame         | hiem             | heim, tuis   | heem, heim, thuis           | heem, thoes                  | Tohuus, Heem                   | Heem                   | Heim(at)          | היים (heym)             | 𐌷𐌰𐌹𐌼𐍉𐌸 (háimōþ)              | heim                               | heim                      | hem                       | hjem                      | hjem, heim                | heim                        |
| hook, crook             | heuk         | heak             | haak         | haak                        | haok                         | Haak                           | Krop, Kramp, Hoken     | Haken             | האַק (hak)               | *𐌺𐍂𐌰𐌼𐍀𐌰 (*krampa)            | haki, krókur                       | krókur, ongul             | hake, krok                | hage, krog                | hake, krok                | hake, krok                  |
| house                   | hoose        | hûs              | huis         | huis                        | hoes                         | Huus                           | Haus                   | Haus              | הויז (hoyz)             | 𐍂𐌰𐌶𐌽 (razn), -𐌷𐌿𐍃 (-hūs)     | hús                                | hús                       | hus                       | hus                       | hus                       | hus                         |
| ice                     | ice          | iis              | ys           | ijs                         | ies                          | Ies                            | Äis                    | Eis               | אײַז (ayz)               | –                            | ís                                 | ísur                      | is                        | is                        | is                        | is                          |
| many                    | mony         | mannich, mennich | baie, menige | veel, menig                 | minnig                       | veel, männig                   | vill                   | manch, viel       | מאַנכע (mankhe)          | 𐌼𐌰𐌽𐌰𐌲𐍃 (manags)              | margir                             | mangir, nógvir            | många                     | mange                     | mange                     | mange                       |
| milk                    | milk         | molke            | melk         | melk                        | mèlk                         | Melk                           | Mëllech                | Milch             | מילך (milkh)            | 𐌼𐌹𐌻𐌿𐌺𐍃 (miluks)              | mjólk                              | mjólk                     | mjölk                     | mælk                      | melk, mjølk               | mjølk                       |
| moon                    | muin         | moanne           | maan         | maan                        | maon                         | Maan                           | Mound                  | Mond              | לבנה (levone)           | 𐌼𐌴𐌽𐌰 (mēna)                  | máni, tungl                        | máni                      | måne                      | måne                      | måne                      | måne                        |
| mouse                   | moose        | mûs              | muis         | muis                        | moes                         | Muus                           | Maus                   | Maus              | מויז (moyz)             | —                            | mús                                | mús                       | mus                       | mus                       | mus                       | mus                         |
| night                   | nicht        | nacht            | nag          | nacht                       | nach                         | Nacht                          | Nuecht                 | Nacht             | נאַכט (nakht)            | 𐌽𐌰𐌷𐍄𐍃 (nahts)                | nótt                               | nátt                      | natt                      | nat                       | natt                      | natt                        |
| no, nay                 | nae          | nee              | nee          | nee(n)                      | nei                          | nee                            | nee(n)                 | na, nee, nein, nö | ניין (neyn)             | 𐌽𐌴 (nē)                      | nei                                | nei                       | nej, nä                   | nej, næ                   | nei                       | nei                         |
| old (but elder, eldest) | auld         | âld              | oud          | oud (old), gammel (decayed) | aajt (old), gammel (decayed) | oolt (old), gammelig (decayed) | aal                    | alt               | אַלט (alt)               | 𐍃𐌹𐌽𐌴𐌹𐌲𐍃 (sineigs)            | gamall (but eldri, elstur), aldinn | gamal (but eldri, elstur) | gammal (but äldre, äldst) | gammel (but ældre, ældst) | gammel (but eldre, eldst) | gam(m)al (but eldre, eldst) |
| one                     | ane          | ien              | een          | één                         | ein                          | een                            | eent                   | eins              | איין (eyn)              | 𐌰𐌹𐌽𐍃 (áins)                  | einn                               | ein                       | en                        | en                        | en                        | ein                         |
| ounce                   | unce         | ûns              | ons          | ons                         | óns                          | Ons                            | Eng kéier, Eemol       | Unze              | אונס (auns)             | 𐌿𐌽𐌺𐌾𐌰 (unkja)                | únsa                               | únsa                      | uns                       | unse                      | unse                      | unse, unsa                  |
| right                   | richt        | rjocht           | reg          | recht, rechts               | rèch                         | recht                          | riicht, riets          | recht, Recht      | רעכט (rekht)            | 𐍂𐌰𐌹𐌷𐍄𐍃 (raihts)              | réttur                             | rættur                    | rätt, rät                 | ret                       | rett                      | rett                        |
| seven                   | seiven       | sân              | sewe         | zeven                       | zeve                         | söven                          | siwen                  | Sieben            | זיבן (zibn)             | 𐍃𐌹𐌱𐌿𐌽 (sibun)                | sjö                                | sjey                      | sju                       | syv                       | sju, syv                  | sju                         |
| shoe                    | shae         | skoech           | skoen        | schoen                      | sjoon                        | Schoh                          | Schong                 | Schuh             | שוך (shukh)             | 𐍃𐌺𐍉𐌷𐍃 (skōhs)                | skór                               | skógvur                   | sko                       | sko                       | sko                       | sko                         |
| sing                    | sing         | sjonge           | sing         | zingen                      | zinge                        | singen                         | sangen                 | singen            | זינגען (zingen)         | 𐍃𐌹𐌲𐌲𐍅𐌰𐌽 (siggwan)            | syngja                             | syngja                    | sjunga                    | synge                     | synge                     | syngja                      |
| snow                    | snaw         | snie             | sneeu        | sneeuw                      | sjnie                        | Snee                           | Schnéi                 | Schnee            | שניי (shney)            | 𐍃𐌽𐌰𐌹𐍅𐍃 (snáiws)              | snjór                              | kavi, snjógvur            | snö                       | sne                       | snø                       | snø                         |
| انگلیسی                 | اسکاتس       | فریسی غربی       | آفریکانس     | هلندی                       | لیمبورخی                     | آلمانی سفلی                    | لوکزامبورگی            | آلمانی            | ییدیش                   | گوتی                         | ایسلندی                            | فارویی                    | سوئدی                     | دانمارکی                  | نروژی (بوکمل)             | نروژی (نینورسک)             |
| stone                   | stane        | stien            | steen        | steen                       | stein                        | Steen                          | Steen                  | Stein             | שטיין (shteyn)          | 𐍃𐍄𐌰𐌹𐌽𐍃 (stáins)              | steinn                             | steinur                   | sten                      | sten                      | stein                     | stein                       |
| that                    | that         | dat              | daardie, dit | dat, die                    | dat, tot                     | dat, dü                        | dat                    | das               | דאָס (dos)               | 𐌸𐌰𐍄𐌰 (þata)                  | það                                | tað                       | det                       | det                       | det                       | det                         |
| two, twain              | twa          | twa              | twee         | twee                        | twie                         | twee                           | zoo, zwou, zwéin, zwee | zwei, zwo         | צוויי (tsvey)           | 𐍄𐍅𐌰𐌹 (twái)                  | tveir, tvær, tvö                   | tveir, tvey, tvær, tvá    | två, tu                   | to                        | to                        | to                          |
| way                     | wey          | wei              | weg          | weg                         | waeg                         | Weg                            | Wee                    | Weg               | וועג (veg)              | 𐍅𐌹𐌲𐍃 (wigs)                  | vegur                              | vegur                     | väg                       | vej                       | veg, vei                  | veg                         |
| who                     | wha          | wa               | wie          | wie                         | wee                          | wokeen                         | wien, ween             | wer               | ווער (ver)              | 𐍈𐌰𐍃 (ƕas)                    | hver                               | hvør                      | vem                       | hvem                      | hvem                      | kven                        |
| word                    | wird         | wurd             | woord        | woord                       | waord                        | Woord                          | Wuert                  | Wort              | וואָרט (vort)            | 𐍅𐌰𐌿𐍂𐌳 (waurd)                | orð                                | orð                       | ord                       | ord                       | ord                       | ord                         |
| worm                    | wirm         | wjirm            | wurm         | worm                        | weurm                        | Worm                           | Wuerm, Mued            | Wurm, Made        | וואָרעם (vorem)          | 𐌼𐌰𐌸𐌰 (maþa)                  | maðkur, ormur                      | maðkur, ormur             | mask, orm                 | orm                       | makk, mark, orm           | makk, mark, orm             |
| year                    | year         | jier             | jaar         | jaar                        | jaor                         | Johr                           | Joer                   | Jahr              | יאָר (yor)               | 𐌾𐌴𐍂 (jēr)                    | ár                                 | ár                        | år                        | år                        | år                        | år                          |
| انگلیسی                 | اسکاتس       | فریسی غربی       | آفریکانس     | هلندی                       | لیمبورخی                     | آلمانی سفلی                    | لوکزامبورگی            | آلمانی            | ییدیش                   | گوتی                         | ایسلندی                            | فارویی                    | سوئدی                     | دانمارکی                  | نروژی (بوکمل)             | نروژی (نینورسک)             |